# Kim Jong-su
Kim Jong-Su (né le 1er janvier 1977) est un tireur sportif nord-coréen. 

## Disqualification aux Jeux olympiques de Pékin (2008)
Kim Jong-su, classé troisième en tir au pistolet à 10 m et vice-champion olympique au pistolet libre à 50 m lors des Jeux olympiques de Pékin 2008, a été disqualifié après avoir été contrôlé positif au propanolol, un bêta-bloquant,.

## Palmarès
- 2004 - Jeux olympiques d'Athènes – 10 m pistolet air comprimé, classé 8e, 681,2 points /700 après finale
- 2004 - Jeux olympiques d'Athènes – 50 m pistolet libre, classé troisième, 657,7 points / 700
- 2006 - Coupe du Monde de Canton – 10 m pistolet air comprimé, classé second, 684,5 points / 700
- 2006 - Championnats du Monde de Zagreb – 50 m pistolet libre, classé 5e, 660,2 points
- 2007 - Championnats d'Asie au Koweït – 10 m pistolet air comprimé, classé 3e, 680,2 points
- 2008 - Jeux olympiques de Pékin – 10 m pistolet air comprimé, classé 3e, 682,0 points
- 2008 - Jeux olympiques de Pékin – 10 m pistolet air comprimé, disqualifié, 683,0 points
- 2008 - Jeux olympiques de Pékin – 50 m pistolet libre, disqualifié, 660,2 points